# 지렁이분 퇴비

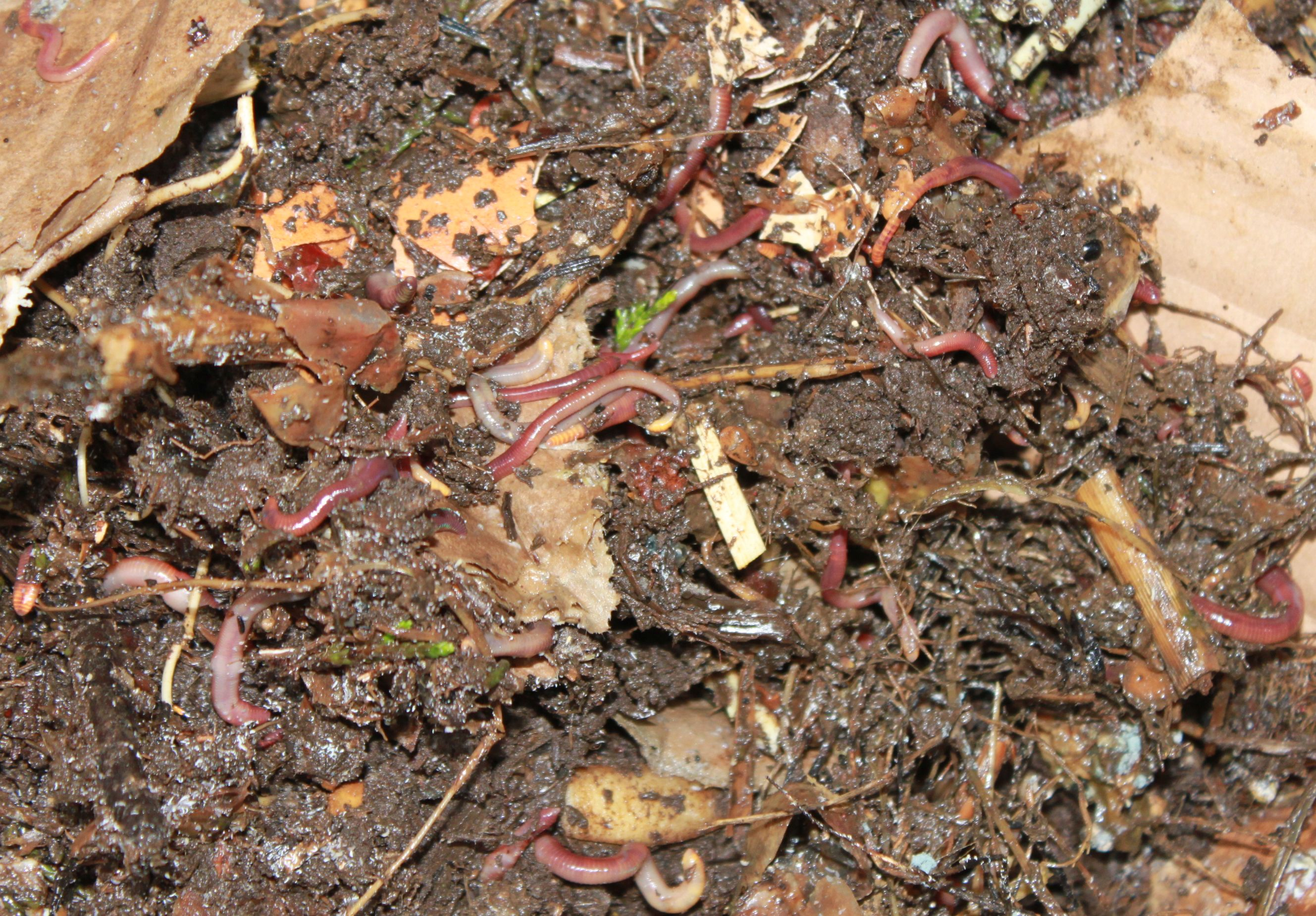

지렁이분 퇴비 또는 지렁이퇴비(vermi-compost)는 다양한 종류의 벌레, 일반적으로 흰 벌레 및 기타 지렁이를 사용하여 분해되는 야채 또는 음식물 쓰레기, 침구 재료 및 지렁이의 혼합물을 만드는 분해 과정의 산물이다. 이 과정을 지렁이 퇴비화(vermicomposting)라고 하며, 이러한 목적으로 지렁이를 사육하는 것을 지렁이 배양(vermiculture)이라고 한다.
버미캐스트(Vermicast)는 지렁이가 유기물을 분해한 최종 산물이다. 이러한 배설물은 해충 퇴비화 전의 유기 물질보다 오염 물질의 수준이 감소하고 영양분의 포화도가 더 높은 것으로 나타났다.
지렁이퇴비는 지렁이세척으로 추출될 수 있는 수용성 영양분을 함유하고 있으며 영양분이 풍부한 우수한 유기 비료이자 토양 개량제이다. 원예 및 지속 가능한 유기농업에 사용된다.
지렁이 퇴비화는 하수 처리에도 적용될 수 있다. 이 과정의 변형은 폐수 또는 수세식 변기의 흑수에서 직접 유기물, 병원체 및 산소 요구량을 제거하는 데 사용되는 해충여과(또는 버미소화)이다.

## 같이 보기
- 비료
- 폐기물 관리